# Russula sanguinaria
Russula sanguinaria é um fungo que pertence ao gênero de cogumelos Russula na ordem Russulales. A espécie foi descrita cientificamente pela primeira vez como Agaricus sanguinarius por Heinrich Christian Friedrich Schumacher em 1803. Recebeu seu nome binomial atual pelo micologista Stephan Rauschert em 1989.